# Enrofloxacine
Enrofloxacine is een bactericide antibioticum uit de groep van fluorchinolonen, dat in de diergeneeskunde wordt aangewend bij rundvee, varkens, pluimvee (kippen, kalkoenen) en huisdieren (honden, katten, konijnen). Het is een middel van Bayer met de merknaam Baytril en het is ook verkrijgbaar als generiek middel. Het wordt gebruikt voor de behandeling van bacteriële infecties van het ademhalings- en spijsverteringsstelsel, waaronder mycoplasmose, salmonellose, colibacillose en pasteurellose. Het wordt oraal toegediend als een oplossing die in het drinkwater wordt gemengd, of geïnjecteerd.
Enrofloxacine en andere fluorchinolonen moeten met overleg gebruikt worden. Ze kunnen resistente bacteriepopulaties doen ontstaan, die kunnen overgebracht worden naar de mens. Enrofloxacine mag niet toegediend aan legkippen waarvan de eieren bestemd zijn voor consumptie door de mens. Fluorchinolonen zijn ook tegenaangewezen bij honden jonger dan 1 jaar (of 18 maanden voor reuzenrassen) omdat ze het kraakbeen kunnen aantasten. Bij katten is vastgesteld dat een overdosis enrofloxacine blindheid kan veroorzaken. 